# ESD (ген)
ESD (англ. Esterase D) – білок, який кодується однойменним геном, розташованим у людей на короткому плечі 13-ї хромосоми. Довжина поліпептидного ланцюга білка становить 282 амінокислот, а молекулярна маса — 31 463.
| 10         |  | 20         |  | 30         |  | 40         |  | 50         |
| ---------- |  | ---------- |  | ---------- |  | ---------- |  | ---------- |
| MALKQISSNK |  | CFGGLQKVFE |  | HDSVELNCKM |  | KFAVYLPPKA |  | ETGKCPALYW |
| LSGLTCTEQN |  | FISKSGYHQS |  | ASEHGLVVIA |  | PDTSPRGCNI |  | KGEDESWDFG |
| TGAGFYVDAT |  | EDPWKTNYRM |  | YSYVTEELPQ |  | LINANFPVDP |  | QRMSIFGHSM |
| GGHGALICAL |  | KNPGKYKSVS |  | AFAPICNPVL |  | CPWGKKAFSG |  | YLGTDQSKWK |
| AYDATHLVKS |  | YPGSQLDILI |  | DQGKDDQFLL |  | DGQLLPDNFI |  | AACTEKKIPV |
| VFRLQEGYDH |  | SYYFIATFIT |  | DHIRHHAKYL |  | NA         |  |            |

A: Аланін

C: Цистеїн

D: Аспарагінова кислота

E: Глутамінова кислота

F: Фенілаланін

G: Гліцин

H: Гістидин

I: Ізолейцин

K: Лізин

L: Лейцин

M: Метіонін

N: Аспарагін

P: Пролін

Q: Глутамін

R: Аргінін

S: Серин

T: Треонін

V: Валін

W: Триптофан

Кодований геном білок за функціями належить до гідролаз, серинових естераз. 
Задіяний у такому біологічному процесі, як ацетилювання. 
Локалізований у цитоплазмі, цитоплазматичних везикулах.